# Hadronyche formidabilis
Hadronyche formidabilis ist eine australische Spinnenart aus der Unterordnung der Vogelspinnenartigen. Sie wird in Australien „northern tree-dwelling funnel-web spider“ („nördliche baumbewohnende Trichternetzspinne“), auch: "Northern Rivers funnel-web Spider" oder "Northern funnel-web Spider" genannt.

## Beschreibung
Wie alle verwandten Arten hat Hadronyche formidabilis einen glänzend schwarzen Carapax und mattschwarze oder dunkelbraune Chelizeren, Beine und Bauch. Weibchen sind normalerweise kaum bis zur Art bestimmbar. Die Art ist von anderen Arten der Gattung an der Körpergröße unterscheidbar (Carapaxlänge der Männchen 10 bis 12 Millimeter, damit die größte Art der Familie). Bestes Artenmerkmal der Männchen ist ein gerundeter, deutlich bestachelter Anhang (Apophyse) an der Tibia des zweiten Beinpaares. Außerdem sind die Spinnwarzen, insbesondere deren letztes Glied, länger als bei den anderen Hadronyche-Arten. In beiden Geschlechtern ist der Carapax im Verhältnis länger und schmaler als bei den verwandten Arten. Die Art tritt, als spezialisierter Baumbewohner, nur selten gemeinsam mit den anderen Arten auf.

## Lebensraum
Hadronyche formidabilis lebt im östlichen Australien und kommt vom nördlichen New South Wales bis ins südliche Queensland vor. Die Art ist ein spezialisierter Baumbewohner. Sie legt ihre Schlupfwinkel, die typischen, trichterförmigen Netze aller Arten der Familie, meist innerhalb von hohlen Ästen an. Manchmal befinden sich diese im Inneren hohler Baumstämme, wo sie offenbar die reiche dort vorkommende Totholzfauna jagt. Schlupfwinkel wurden von Bodennähe bis in etwa 30 Meter Höhe gefunden.
Die Art lebt im tropischen Regenwald und in offenen Waldformationen mit hohen Bäumen, zum Beispiel aus tallow-wood (Eucalyptus microcorys).

## Gift
Das Gift von Hadronyche formidabilis führt zu ähnlichen Symptomen wie das Gift der Sydney-Trichternetzspinne (Atrax robustus). Das Gift der Art ist für den Menschen potenziell tödlich und gilt als das giftigste innerhalb der Familie der Atracidae. Ein hoher Anteil der Bisse – fünf von acht registrierten Fällen bei einer systematischen Studie – von Hadronyche formidabilis führt zu schweren Symptomen der Vergiftung. Alle registrierten Vergiftungsfälle gehen dabei auf Männchen der Art zurück. Das Gift kann erfolgreich mit dem Gegengift für die verwandte Sydney-Trichternetzspinne behandelt werden. Bei einem Biss treten innerhalb von 15–20 Minuten Symptome auf, darunter: Fieber, Gänsehaut, Diaphorese, Bluthochdruck, Sinustachykardie, Muskelspasmus, Erbrechen, Bewusstseinsstörungen und lokale Schmerzen an der Bissstelle. Das Anlegen von Druckverbänden und die Ruhigstellung des Patienten kann das Auftreten von Symptomen erheblich verzögern.
Seit der Einführung des Gegengifts gegen die verwandte Atrax robustus Anfang der 1980er Jahre traten keine dokumentierten Todesfälle durch Bisse dieser Art mehr auf.

## Systematik und Taxonomie
Hadronyche formidabilis wurde 1914 von William Joseph Rainbow als Atrax formidabilis erstbeschrieben, Typuslokalität ist der Richmond River. Der Name leitet sich vom lateinischen formidabilis "furchtbar" ab. Innerhalb der Gattung Hadronyche wird sie neben der südlichen baumbewohnenden Trichternetzspinne (H. cerberea), der Trichternetzspinne der Blue Mountains (H. versuta) und 12 weiteren Arten aus dem südlichen Neusüdwales und Victoria in die cerberea-Artengruppe eingeordnet.
Die Gattung Hadronyche wurde bis 1980 den Dipluridae, bis 2018 (seit der Revision durch Gray 1988 in einer Unterfamilie Atracinae) den Hexathelidae zugeordnet. 2018 stellten Marshal Hedin und Kollegen in einer phylogenomischen Arbeit die früher beschriebene Familie Atracidae wieder auf, diese Auffassung hat sich durchgesetzt.